# FLNA
La filamina A (FLNA) es una proteína codificada en humanos por el gen FLNA.
La filamina A, o proteína de unión a actina, es una proteína de 280 kDa que entrecruza los filamentos de actina en redes ortogonales en citoplasma cortical y participa en el anclaje de proteínas de membrana a través del citoesqueleto de actina. La remodelación del citoesqueleto es crucial para la modulación de la forma celular y la migración. La filamina A es una proteína ampliamente expresada que regula la organización del citoesqueleto de actina mediante interacción con integrinas, complejos de receptores transmembrana y segundos mensajeros.

## Interacciones
La filamina A ha demostrado ser capaz de interaccionar con:
- FILIP1[4]
- RALA[5]
- FBLIM1[6]
- FLNB[7]
- Receptor sensor de calcio[8][9]
- TRIO[10]
- SH2B3[11]
- NPHP1[12]
- BRCA2[13]
- CD29[14][15]
- Supresor tumoral Von Hippel-Lindau[16][17]